# Bến xe Kim Mã
Bến xe Kim Mã là một bến xe thuộc quận Ba Đình, Hà Nội.
Hiện nay bến xe Kim Mã nằm trên phố Nguyễn Thái Học, cạnh ngã ba Nguyễn Thái Học-Giảng Võ. Đây là một bến xe chủ yếu là phục vụ xe khách và xe buýt. Bến xe này xây ở cuối phố Nguyễn Thái Học, sát đường Kim Mã và thường có rất đông người qua lại. Đây là một bến xe trọng điểm của quận Ba Đình và của toàn thành phố Hà Nội. Rất nhiều xe của bến Kim Mã hiện phải dời sang các bến khác vì bị quá tải và hay tắc đường. Trước bến xe có biển báo điểm dừng xe buýt. Hiện nay, bến xe Kim Mã đang được xây dựng làm bến trung chuyển của dự án xe buýt nhanh Hà Nội - Hanoi BRT
Các khu vực chính của bến xe:
- Nhà chờ xe buýt
- Khu vực làm vé tháng xe buýt
- Tòa nhà điều hành Xí nghiệp Xe buýt nhanh BRT Hà Nội
- Nhà vệ sinh
- Phòng bảo vệ
- Sân đỗ xe
- Phòng chờ
- Rất nhiều khu vực khác nằm trong bến xe này

| Tuyến | Đầu A  | ↔ | Đầu B                                       |
| ----- | ------ | - | ------------------------------------------- |
| 99    | Kim Mã | ↔ | Ngũ Hiệp                                    |
| 107   | Kim Mã | ↔ | Làng Văn hóa - Du lịch các dân tộc Việt Nam |
| BRT01 | Kim Mã | ↔ | BX Yên Nghĩa                                |

________________________________________________________________________________________________________________________________________________
| Giá vé mỗi tuyến | Giá vé mỗi tuyến | Tần suất di chuyển |
| ---------------- | ---------------- | ------------------ |
| Tuyến 99         | 10.000đ          | 20 phút            |
| Tuyến 107        | 20.000đ          | 15-20 phút         |
| Tuyến BRT01      | 8.000đ           | 5-15 phút          |

Các xe đi qua BX Kim Mã:

22A, 23, 25, 32, 34, 38, 50, 146, 159, E02, E07, E08
Tham khảo